# Carlos Orlando Caballero
Carlos Orlando Caballero Sanchez (5 dicembre 1958) è un ex calciatore honduregno, di ruolo attaccante.